# Американо-іранські відносини
Американо-іранські відносини — двосторонні відносини між США та Іраном. Дипломатичні відносини між країнами встановлені в 1883, розірвані в 1980. 27 вересня 2013 вперше за останні майже 30 років відбулася телефонна розмова між президентами Бараком Обамою та Хасаном Рухані.

## Імперська держава Іран
США та Іран (тоді називали Персія) встановили дипломатичні відносини в 1883.
У роки Другої світової війни відбулося посилення американського проникнення в Іран, пов'язане з тим, що ця країна стала одним з коридорів поставок по ленд-лізу до СРСР. В Ірані збудований ряд американських об'єктів, розміщені військовослужбовці США. У грудні 1945 укладені дві американо-іранських угоди: про продаж Тегерану за низькою ціною об'єктів федеральної власності США в Ірані і про врегулювання іранського боргу по ленд-лізу. Заборгованість по ленд-лізу була визначена до погашення на суму в 8,5 млн доларів. Участь США у вирішенні іранської кризи призвело до зміцнення позицій Вашингтона в Ірані.
В умовах розпочатої холодної війни США надали у квітні 1947 Ірану кредит в розмірі 25 млн доларів на закупівлю американського військового спорядження, а також продовжили термін перебування своїх військових радників в шахський військах і жандармерії до 1949.
У 1953 відбувся переворот проти демократично обраного прем'єр-міністра за участю спецслужб США і Великої Британії.
У 1978 в Ірані сталася Ісламська революція, в результаті якої шах був змушений покинути країну, а до влади прийшли радикальні клерикали. Сполучені Штати розірвали дипломатичні відносини з Іраном в 1980 після захоплення співробітників посольства США в Тегерані.

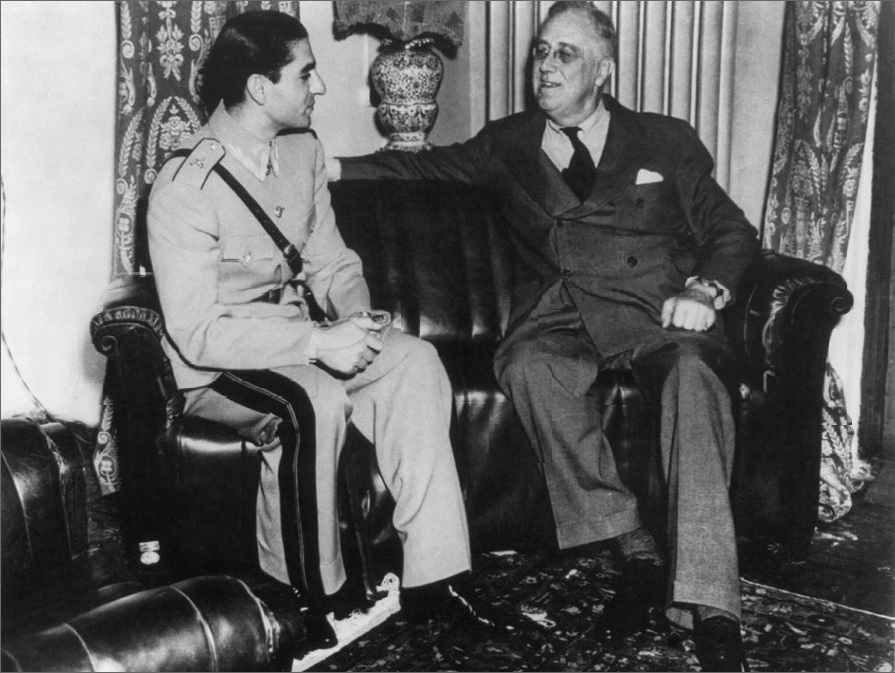
Шах і Франклін Рузвельт, Тегеранська конференція (1943) — через 2 роки після примусового зречення батька під час англо-радянського вторгнення в Іран
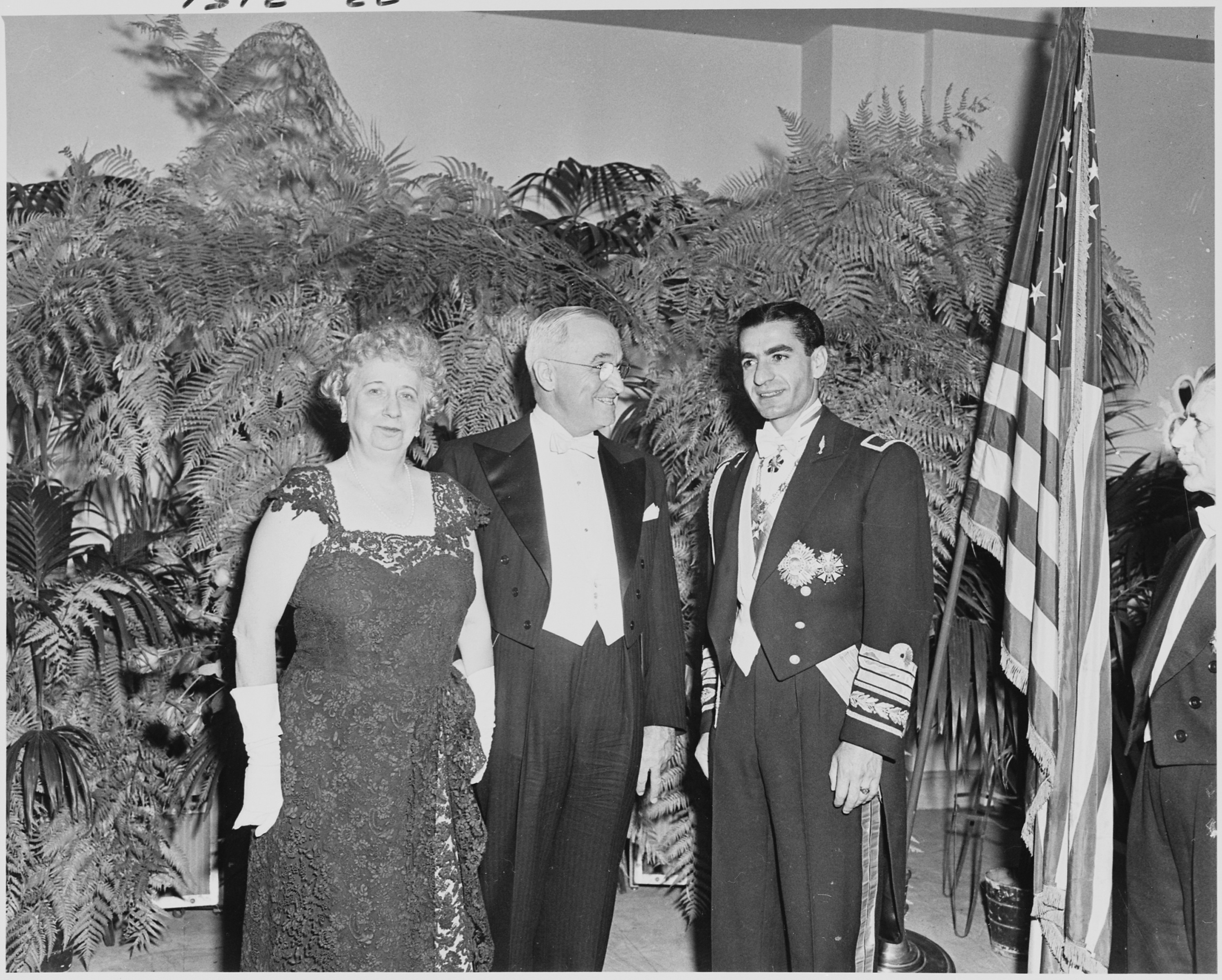
Шах і президент США Гаррі Трумен
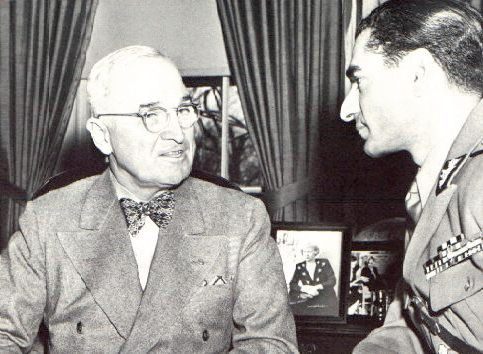
Шах Мохаммед Реза Пахлаві і Гаррі Трумен, 1949
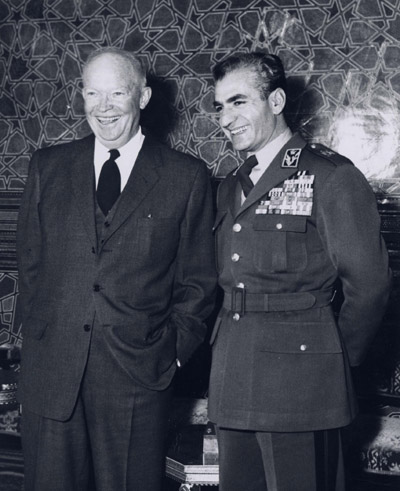
Шах і Дуайт Ейзенхауер, 1959
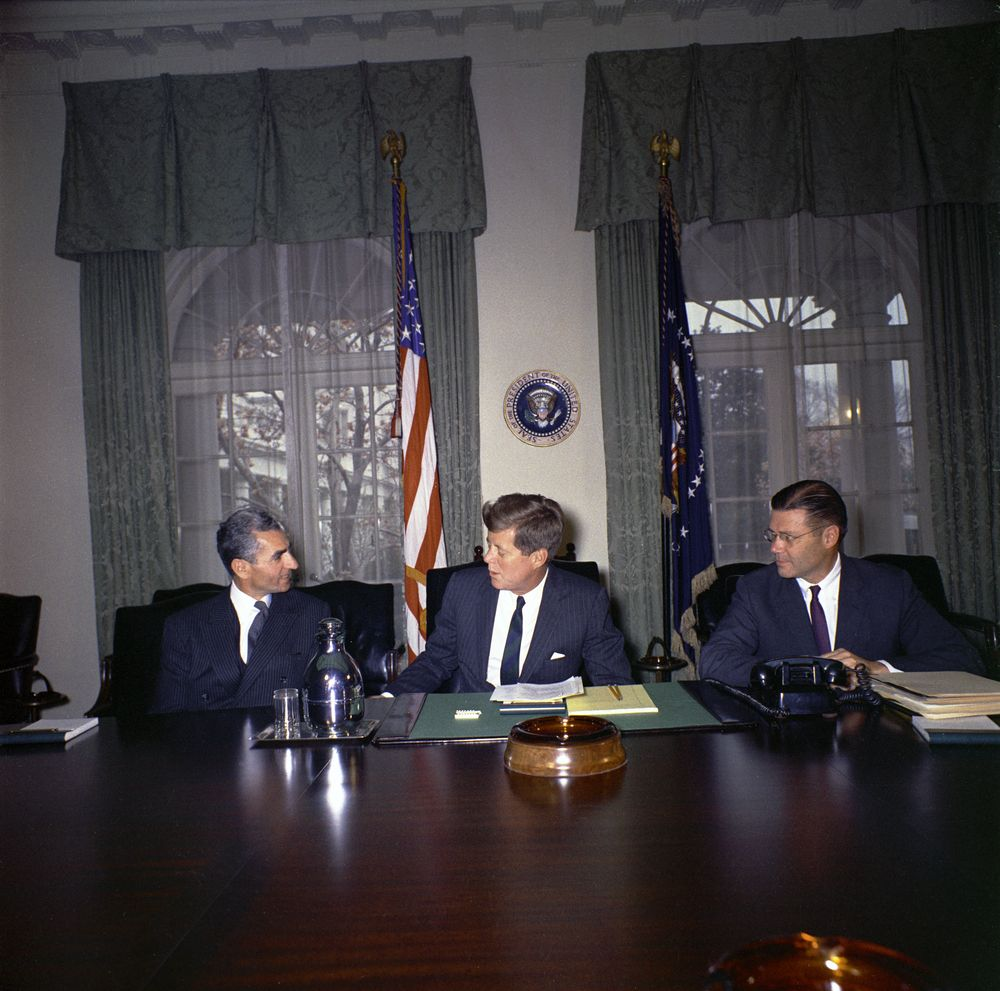
Шах, Джон Фіцджеральд Кеннеді та Роберт МакНамара, 1962
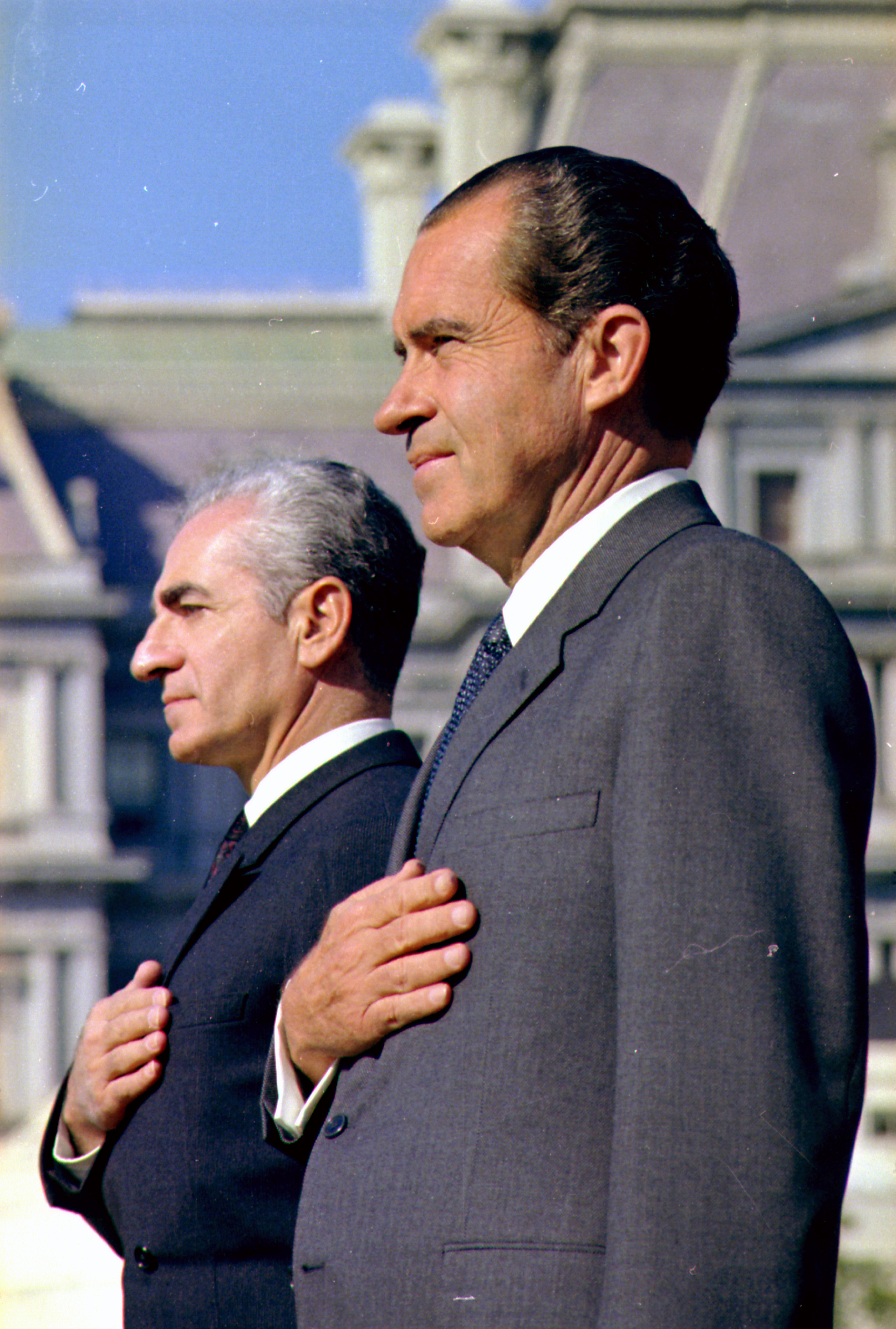
Шах і Річард Ніксон, 1969
Шах і президент США Річард Ніксон з Патрисією Ніксон

## Ісламська республіка Іран
Нині уряд США не має дипломатичних або консульських відносин з Іраном.
США регулярно висловлювали занепокоєння іранською ядерною програмою, підтримкою Іраном тероризму і порушенням цією країною прав людини. Великий список санкцій застосований по відношенню до Ірану з боку США та міжнародної спільноти, щоб змусити Іран почати переговори з міжнародним співтовариством і почати вирішувати проблеми, пов'язані з його ядерною програмою. Іранський істеблішмент у своїй риториці неодноразово ставив під сумнів право держави Ізраїль на існування, а також перешкоджав врегулювання конфлікту на Близькому Сході шляхом поставки зброї таким угрупованням, як: ХАМАС, Хезболла та Палестинський ісламський джихад.
У 2013, з приходом на пост президента Ірану Хасана Рухані почалося покращення відносин між двома країнами — він висловив готовність до відкритого обговорення найскладніших питань з Заходом, і провів ряд заходів, які демонструють зміну внутрішнього курсу в країні: випущені політичні ув'язнені, відкритий на деякий час доступ до соціальних мереж і тому подібне.
У вересні 2013 вперше за 34 роки відбулася телефонна розмова між лідерами двох держав.
У вересні 2015 президент Ірану Хассан Рухані у своєму виступі перед Генеральною Асамблеєю ООН розкритикував США за «терористичну політику» — так іранський лідер визначив американське вторгнення в Ірак і Афганістан, а також «підтримку сіоністського режиму, яка пригнічувала палестинський народ». Він назвав справедливими санкції, які довгий час діяли відносно Ірану через його ядерну програму. Але у своїй промові іранський президент підтримав підсумкову угоду по атому.
У жовтні 2017 президент США Дональд Трамп заявив, що більше не буде переконувати конгрес в тому, що Спільний всеосяжний план дій відповідає інтересам США.
20 червня 2019 військово-повітряні сили КВІР збили американський безпілотний апарат в районі Ормузької протоки. За версією ІРНА, дрон США RQ-4 Global Hawk порушив повітряний простір Ірану і був збитий ракетою «земля — повітря» над провінцією Хормозган. За версією США, дрон MQ-4C Triton здійснював політ у міжнародному повітряному просторі та не порушував кордонів Ірану. США планували завдати у відповідь удар по трьом військовим об'єктам в Ірані, проте, за заявою Дональда Трампа, він скасував це рішення за 10 хвилин до атаки.
3 січня 2020 за наказом Дональда Трампа здійснений удар ВПС США по аеропорту Багдада. У ході авіаудару убитий глава спецпідрозділу «Аль-Кудс» та Корпусу Вартових Ісламської революції генерал Касем Сулеймані. Фахівець з історії Арабської весни і геополітики Близького Сходу Сет Джонс вважає, що дане вбивство виводить конфлікт між США і Іраном на новий рівень.
У відповідь 8 січня 2020 Іран завдав ракетного удару по військових об'єктах США в Іраку.

## Двосторонні економічні відносини
Федеральний уряд США забороняє американським компаніям вести будь-які економічні відносини з Іраном. Санкції були введені щодо Ірану через його «підтримку тероризму», «відмови виконати міжнародні зобов'язання щодо своєї ядерної програми» і через «порушення прав людини».